# Velika nagrada Lvova
Velika nagrada Lvova je bila avtomobilistična dirka, ki je potekala med letoma 1930 in 1933 potekala v ukrajinskem mestu Lvov, ki pa je v tistem obdobju pripadalo Poljski. Nobenemu od dirkačev ni uspelo zmagati dvakrat, med moštvi pa je to uspelo Alfi Romeo.

## Zmagovalci
| Leto | Zmagovalec        | Moštvo         | Dirkališče | Poročilo |
| ---- | ----------------- | -------------- | ---------- | -------- |
| 1933 | Eugen Björnstad   | Alfa Romeo     | Lvov       | Poročilo |
| 1932 | Rudolf Caracciola | Alfa Romeo     | Lvov       | Poročilo |
| 1931 | Hans Stuck        | Mercedes-Benz  | Lvov       | Poročilo |
| 1930 | Henryk Liefeldt   | Austro-Daimler | Lvov       | Poročilo |